# Perù ai XXIV Giochi olimpici invernali
Il Perù ha partecipato ai XXIV Giochi olimpici invernali, che si sono svolti dal 4 al 20 febbraio 2022 a Pechino in Cina, con una delegazione composta da un'atleta.
Come unica rappresentante, la sciatrice alpina Ornella Oettl Reyes è stata portabandiera della squadra nel corso della cerimonia di apertura.

## Delegazione
| Sport      | Uomini | Donne | Totale |
| ---------- | ------ | ----- | ------ |
| Sci alpino | -      | 1     | 1      |
| Totale     | -      | 1     | 1      |

## Risultati

### Sci alpino
| Atleta              | Gara                      | Tempo     | Tempo     | Tempo   | Posizione |
| Atleta              | Gara                      | 1ª manche | 2ª manche | Totale  | Posizione |
| ------------------- | ------------------------- | --------- | --------- | ------- | --------- |
| Ornella Oettl Reyes | Slalom speciale femminile | 1'03"25   | 1'01"34   | 2'04"59 | 44ª       |
| Ornella Oettl Reyes | Slalom gigante femminile  | 1'12"52   | 1'11"53   | 2'24"05 | 46ª       |